# أندرو يورك
أندرو يورك (بالإنجليزية: Andrew York)‏ هو رسام وملحن وعازف قيثارة أمريكي، ولد في 1958 في أتلانتا في الولايات المتحدة.

## وصلات خارجية
- أندرو يورك على موقع ميوزك برينز (الإنجليزية)
- أندرو يورك على موقع أول ميوزيك (الإنجليزية)
- أندرو يورك على موقع ديسكوغز (الإنجليزية)